# Nuraghe Genna Maria

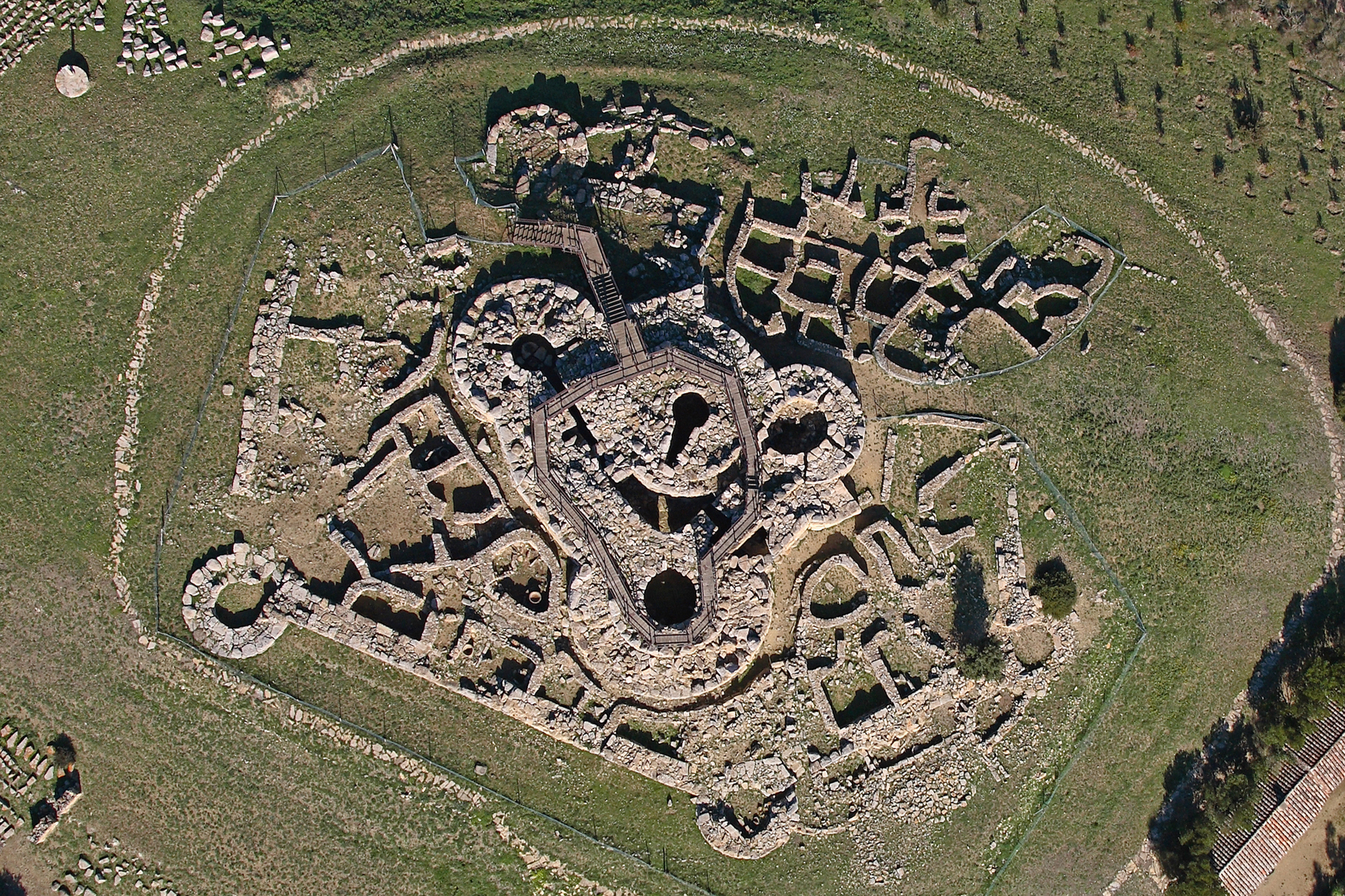
Nuraghe Genna Maria

Die Nuraghe Genna Maria ist ein bronzezeitlicher nuraghischer Komplex. Er liegt in der Marmilla auf einem 408 m hohen Geländesporn westlich von Villanovaforru in der Provinz Medio Campidano auf Sardinien. Nuraghen sind prähistorische und frühgeschichtliche Turmbauten der Bonnanaro-Kultur (2200–1600 v. Chr.) und der mit ihr untrennbar verbundenen, nachfolgenden Nuraghenkultur (etwa 1600–400 v. Chr.) auf Sardinien.

## Der Nuraghenkomplex
Der nuraghische Komplex bestand ursprünglich aus der zentralen Nuraghe (Mastio), die etwa 1350 v. Chr. errichtet wurde, sowie dreier Tholoi, die etwa 1000 v. Chr. angebaut wurden. Der Vergleich mit der Nuraghe Su Nuraxi zeigt, dass die Entwicklung der beiden Monumente ähnlich verlief: Am zentralen Turm mit seiner kleinen nischenlosen Rundkammer wurde eine Dreierbastion mit Verbindungsgängen, gangartigem, rudimentärem Innenhof und Brunnenschacht angefügt. Dieser Komplex wurde später mit einem, mit Tholoi versehenen äußeren Mauerring umgeben. Die äußere Mauer umspannt in gestreckter sechseckiger Form einen weiten Innenhof, der Hüttendorfgrundrissen mit jeweils eigenem Innenhof Raum gibt, deren Fundamente erhalten sind. Das Interesse der Archäologen gilt vor allem diesem Dorf. Es stammt aus der letzten bereits eisenzeitlichen Phase um 800 v. Chr., einer Zeit, die man wegen der charakteristischen Verzierungen auf den Keramiken als „geometrische Epoche“ bezeichnet und wurde mit dem Material des zerfallenden Nuraghen erbaut. Eine parallele Entwicklung stellt die Geometrische-Keramik-Epoche in Griechenland (900–700 v. Chr.) dar, das bereits in mykenischer Zeit mit Sardinien in Kontakt stand.

Nuraghe Genna Maria
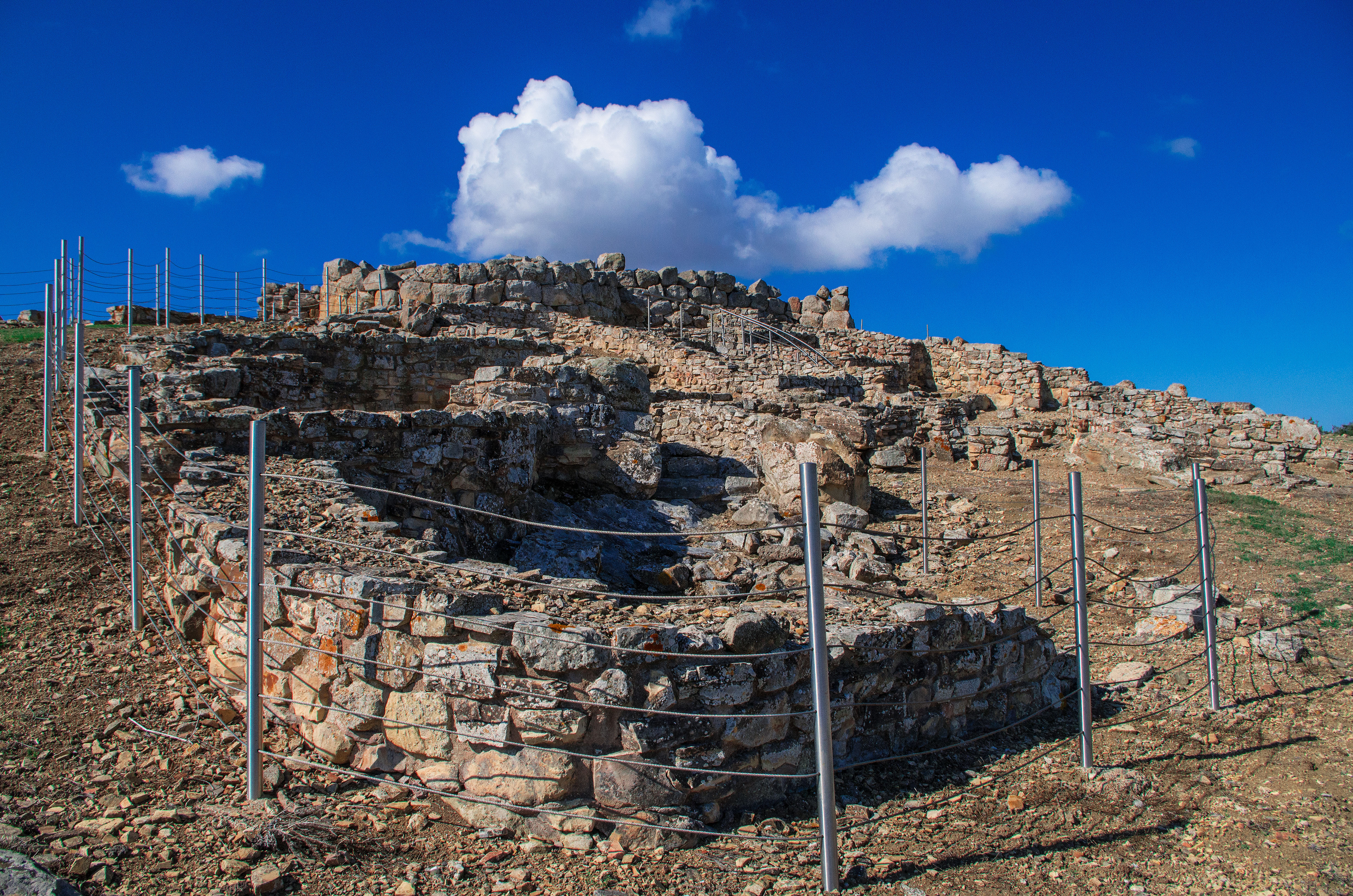
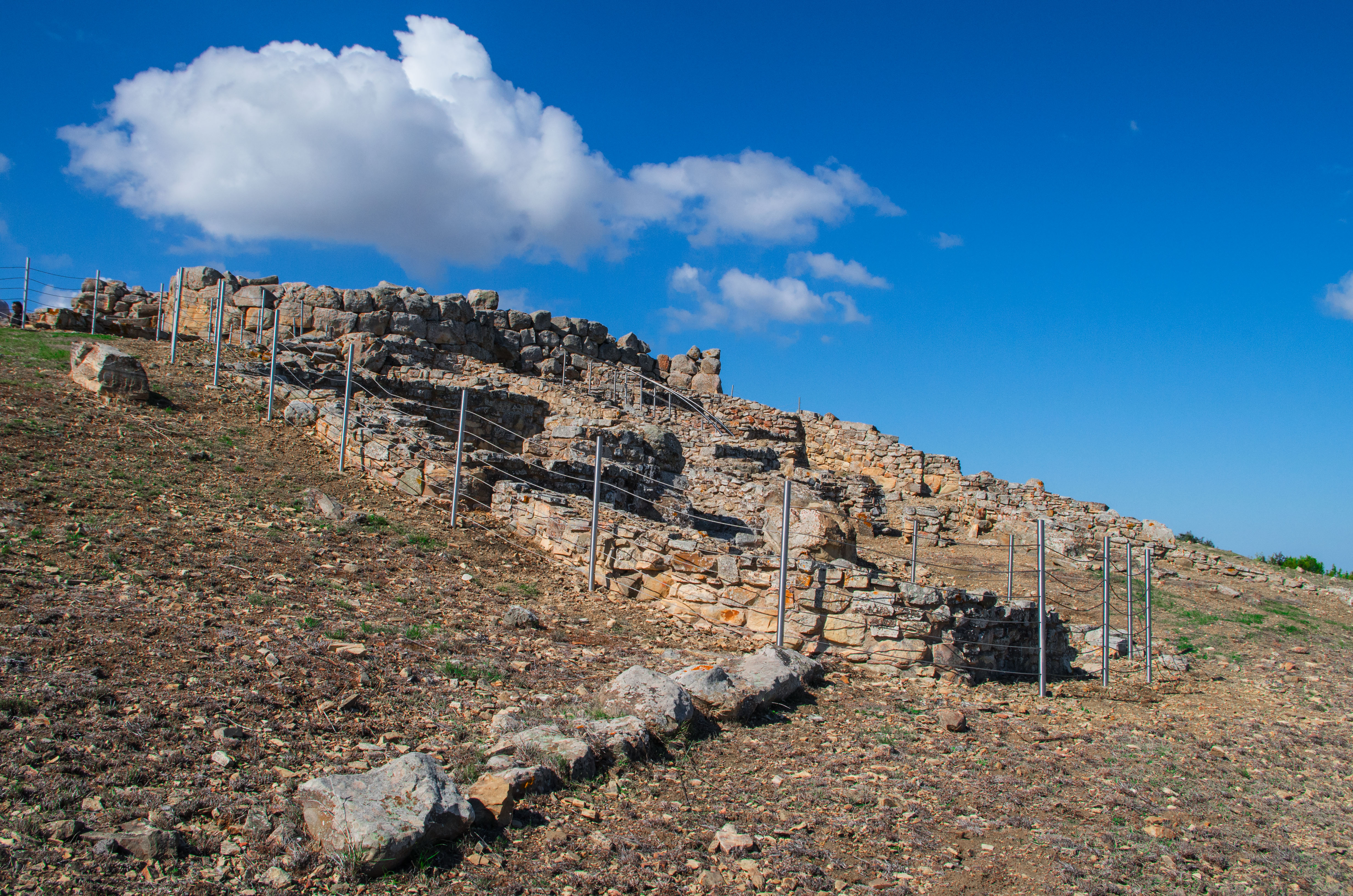
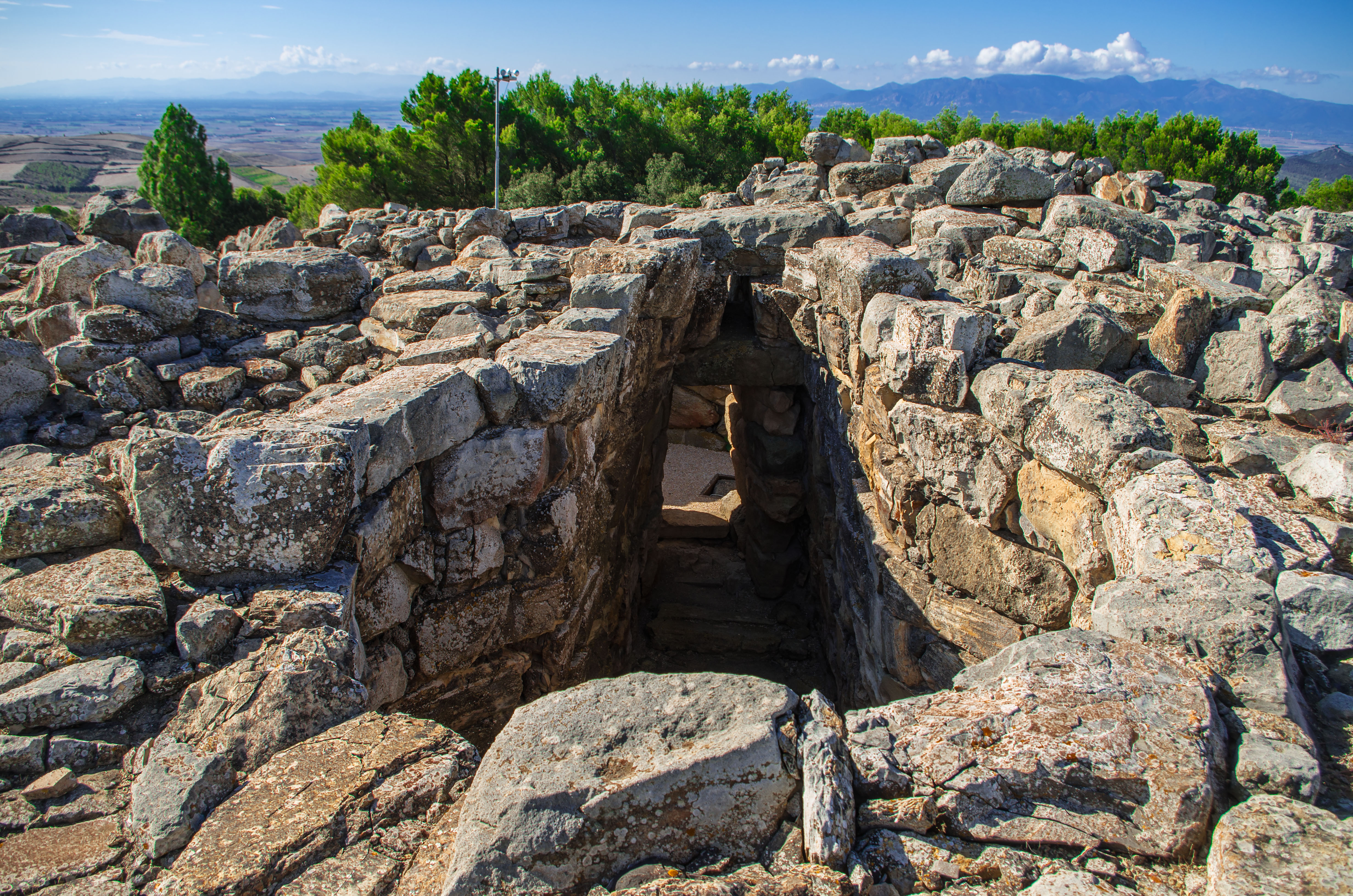
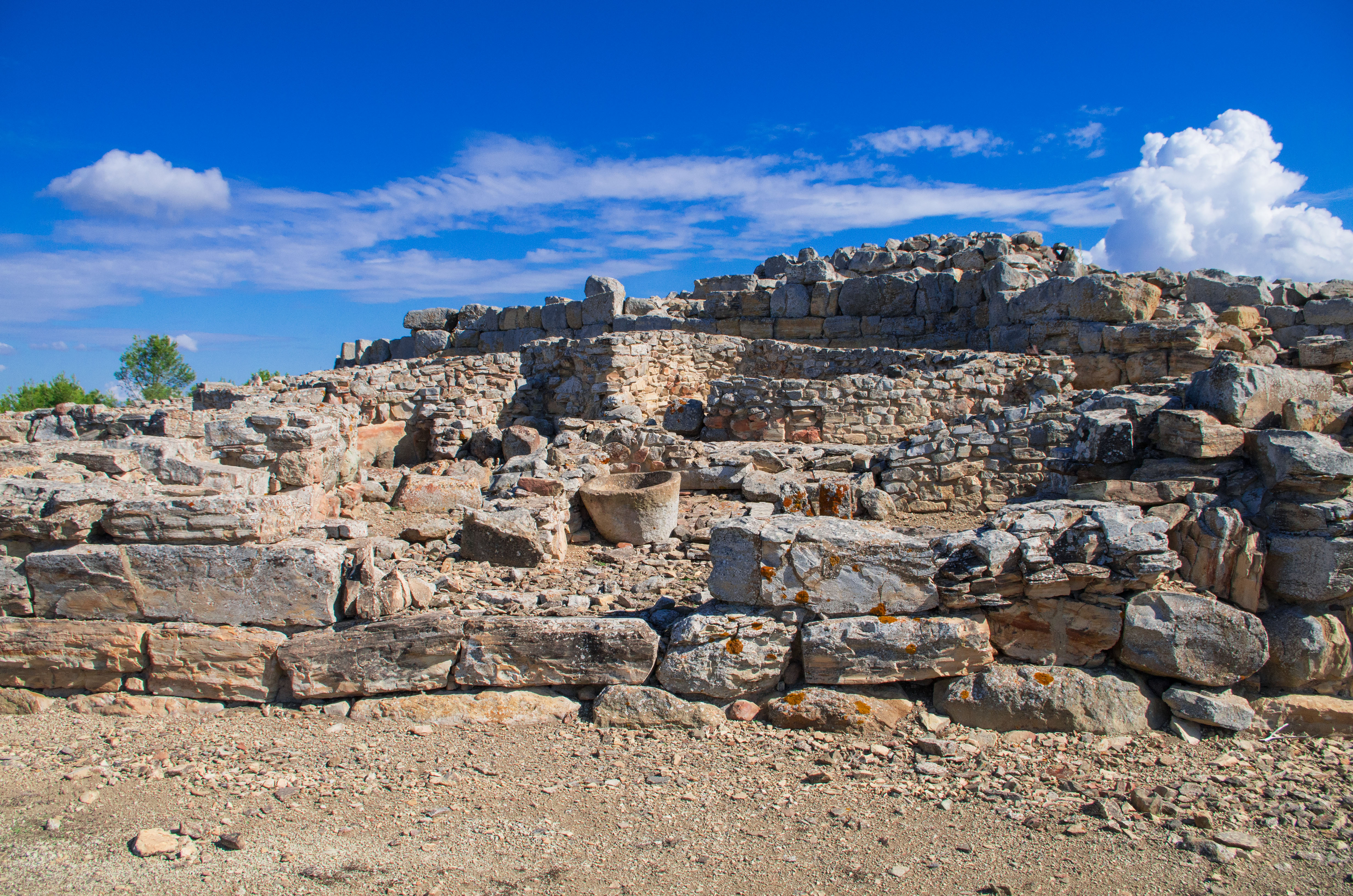

Die Anlage wurde durch einen Brand beschädigt und im 8. Jahrhundert v. Chr. aufgegeben. Nach der Aufgabe des Dorfes kamen im 5. oder 4. Jahrhundert v. Chr., zur Zeit der punischen Besetzung von Teilen Sardiniens, wieder Menschen zur Nuraghe Genna Maria. Die sardisch-punische Bevölkerung richtete in dem nur noch von oben zugänglichen, verschütteten Nuraghen ein kleines Heiligtum ein, in dem man etwa analog zum Mysterienkult der Demeter und der Persephone die Fruchtbarkeit und die chthonischen Mächte beschwor. Der Hauptturm der Nuraghe diente als Votivgabendepot. Die erhaltenen Mauerreste des bereits in der Vorzeit mehrfach ausgebesserten Nuraghen sind maximal drei Meter hoch. Der Komplex ist umgeben von einer üppigen Vegetation, bestehend aus Kiefern, Steineichen, Wacholder und einheimischer Macchie.

## Funde
Bei den 1977 beginnenden und 30 Jahre andauernden Ausgrabungen des schlecht erhaltenen Nuraghen wurden wertvolle Funde aus der endnuraghischen Zeit gemacht. Keramiken, Mahlsteine, Pintadere und Pithoi für Getreide und Hülsenfrüchte sowie andere Pflanzenreste wurden ausgegraben und vom Lehrstuhl für Genetik der Universität Cagliari erforscht.

## Museum
Die Funde werden in einem nach dem Komplex benannten Museum in der Ortsmitte von Villanovaforru ausgestellt.